# Wilhelm Ludwig Nitzsch
Wilhelm Ludwig Nitzsch, född den 1 juli 1703 i Eutin, död den 28 april 1758 i Wittenberg, var en tysk luthersk teolog, son till Gregor Nitzsch, far till Karl Ludwig Nitzsch. 
Efter att ha gått i stadsskolan i Kemberg började han 1721 sina teologiska studier vid universitetet i Wittenberg. Den 29 april 1724 förvärvade han magistergraden och erhöll den 17 oktober 1726 som magister legens rätten att föreläsa vid universitet. 
Den 12 november 1729 blev han prästvigd till kyrkoherde i Apollensdorf. Efter att ha varit verksam på den tjänsten i 21 år övergick han 1750 till posten som fjärde diakon vid stadskyrkan i Wittenberg och befordrades 1758 till tredje diakon, vilket han förblev till sin död.